# Rozhledna Strážný vrch
Rozhledna Strážný vrch je dřevěná rozhledna v oblasti Hřebečského hřbetu na východním úpatí Strážného vrchu (610 m n. m.) v okrese Svitavy v Pardubickém kraji.

## Historie
V rámci projektu Hřebečské důlní stezky byla postavena rozhledna na Hřebečském hřbetu pod Strážným vrchem v nadmořské výšce 592 m. Rozhledna nahrazuje chybějící montánní objekty v regionu Hřebečska. Svým tvarem připomíná těžní věž a důlní výztuž. Rozhledna byla oficiálně zpřístupněna 4. července 2010.

## Stavební a technické údaje o rozhledně
Konstrukce rozhledny je dřevěná doplněna ocelovými prvky. Její výška je 17 m. Vyhlídková plošina je ve výšce 14 m a vede k ní 67 schodů. Výstavbu v zimním období 2009–2010 postavila společnost Matoušek s.r.o. z Jevíčka. Celkové náklady dosáhly téměř 13 milionů korun.

## Výhled
Z rozhledny je takřka kruhový výhled částečně omezen vzrostlými stromy. Výhled je na severní část Boskovické brázdy  s Moravskou Třebovou a Pastviskem, Zábřežská vrchovina s Lázkem, část Orlických hor (Suchý vrch, Buková hora), za dobré viditelnosti Králický Sněžník, dále je vidět Podorlicko s Lanškrounem.

## Přístup
K rozhledně navede od Nové Vsi u Kunčiny značení a rozcestníky Hřebečských důlních stezek. Pro cyklisty je nejvhodnější přístup z Kocířova po lesní cestě – vzdálenost asi pět kilometrů.